# 近衛経平
近衛 経平（このえ つねひら）は、鎌倉時代後期の公卿。近衛家基の次男。

## 経歴
永仁3年（1295年）、正五位下に叙される。まもなく官位は従四位下、正四位下、従三位に昇り、官職は右近衛少将、右近衛中将となる。永仁5年（1297年）正三位。正安元年（1299年）美作守。正安3年（1301年）従二位・権中納言。嘉元3年（1305年）権大納言。嘉元4年（1306年）正二位。嘉元4年(1307年)左近衛大将となった後、延慶2年(1309年)内大臣。正和2年(1313年)右大臣。正和4年(1315年)従一位。正和5年(1316年)左大臣。
文保2年(1318年)に東宮傅も兼ねるが、6月24日、32歳で薨去。

## 系譜
- 父：近衛家基
- 母：北政所（亀山天皇の皇女)
- 妻：兵部卿・藤原公頼の娘
  - 男子：近衛基嗣（1305-54）
  - 男子：多羅尾師俊 - 多羅尾氏の祖？
- 妻：仲高入道の娘
  - 男子：慈伝
  - 男子：静深